# Châtenoy (Seine-et-Marne)
Pour les articles homonymes, voir Châtenoy.
Châtenoy est une commune française située dans le département de Seine-et-Marne en région Île-de-France.
Au dernier recensement de 2022, la commune comptait 157 habitants.

## Géographie

### Localisation

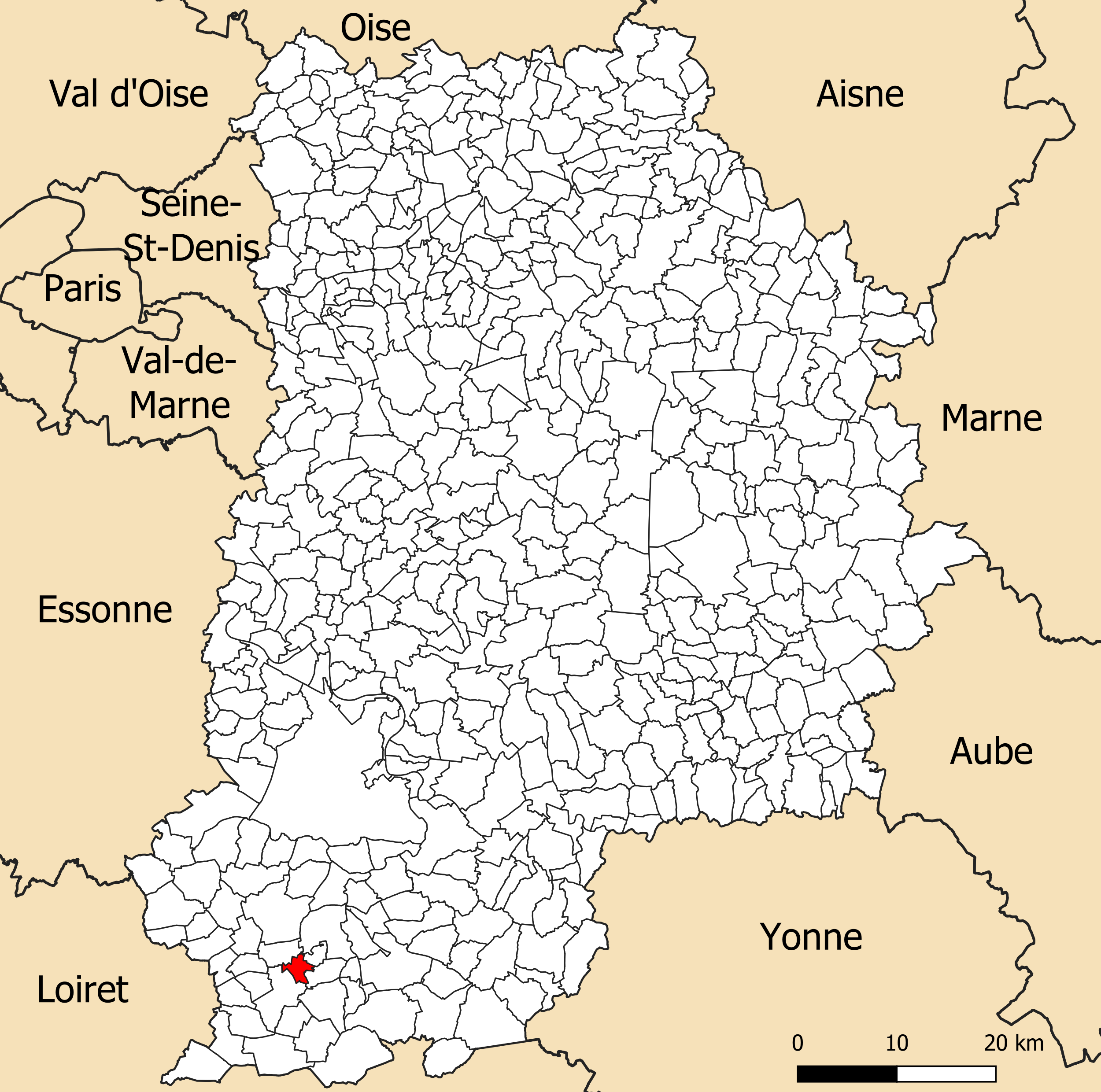
Localisation de Châtenoy dans le département de Seine-et-Marne.

La commune de Châtenoy se trouve dans le département de Seine-et-Marne, en région Île-de-France.
Elle se situe à 39,74 km par la route de Melun, préfecture du département, à 23,23 km de Fontainebleau, sous-préfecture et à 7,36 km de Nemours, bureau centralisateur du canton de Nemours dont dépend la commune depuis 2015. La commune fait en outre partie du bassin de vie de Nemours.

### Communes limitrophes

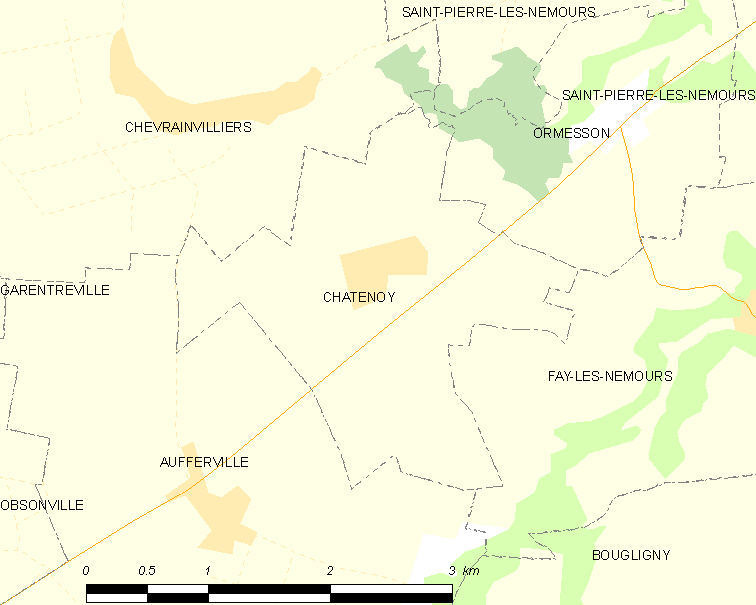
Carte des communes limitrophes de Châtenoy.

Les communes les plus proches sont : 
Chevrainvilliers (1,5 km), Ormesson (2,4 km), Aufferville (2,4 km), Faÿ-lès-Nemours (3,5 km), Bougligny (4,8 km), Maisoncelles-en-Gâtinais (5,1 km), Obsonville (5,1 km), Saint-Pierre-lès-Nemours (5,3 km).
| Chevrainvilliers |          | Ormesson        |
|                  | Châtenoy |                 |
| Aufferville      |          | Faÿ-lès-Nemours |

### Géologie et relief
Le territoire de la commune se situe dans le sud du Bassin parisien, plus précisément au nord de la région naturelle du Gâtinais.
La superficie de la commune est de 487 hectares ; l'altitude varie entre 100 et 119 mètres pour le point le plus haut , le centre du bourg se situant à environ 116 mètres d'altitude (mairie).
Géologiquement intégré au bassin parisien, qui est une région géologique sédimentaire, l'ensemble des terrains affleurants de la commune sont issus de l'ère géologique Cénozoïque (des périodes géologiques s'étageant du Paléogène au Quaternaire),.

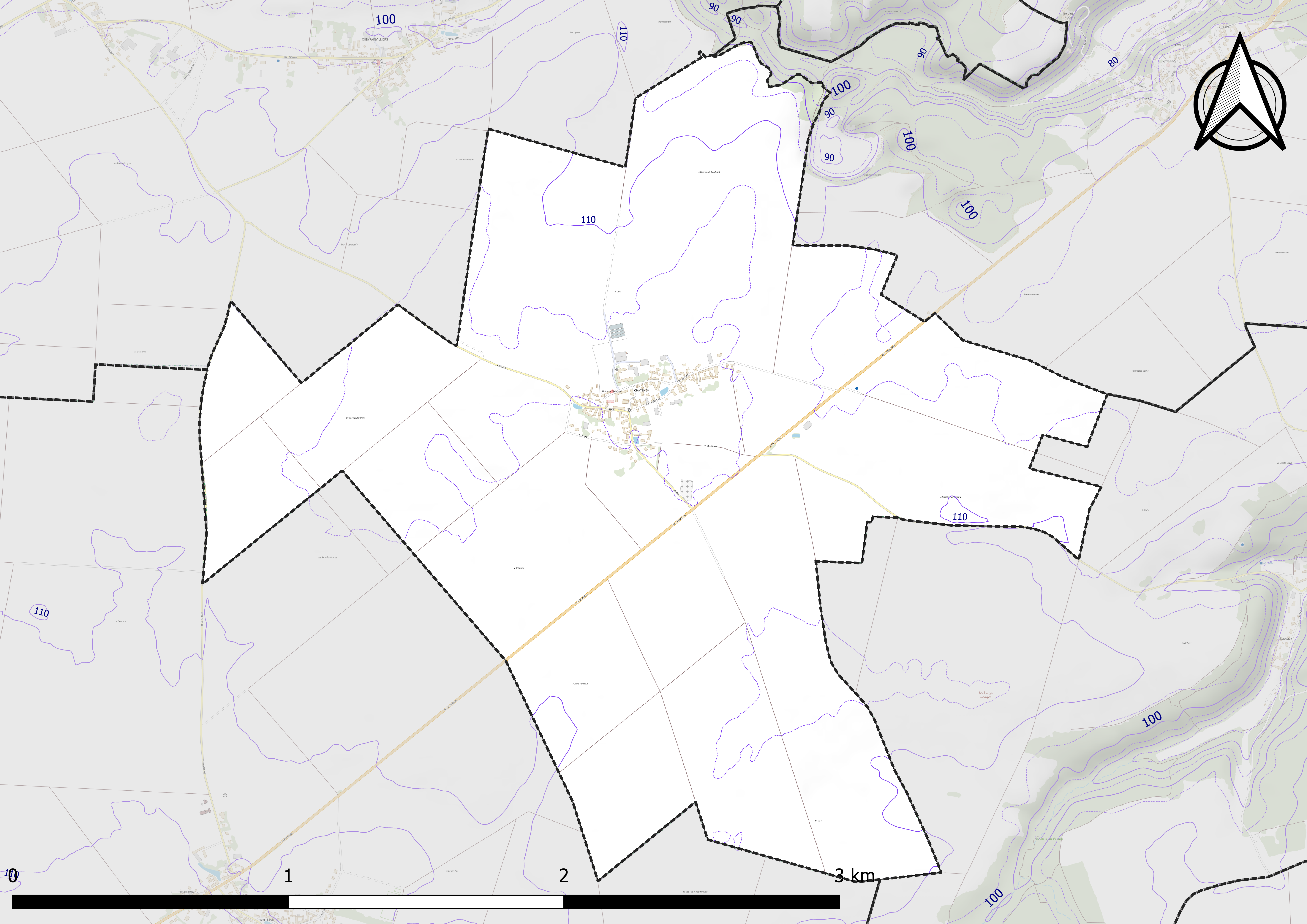
Carte du relief de Châtenoy.
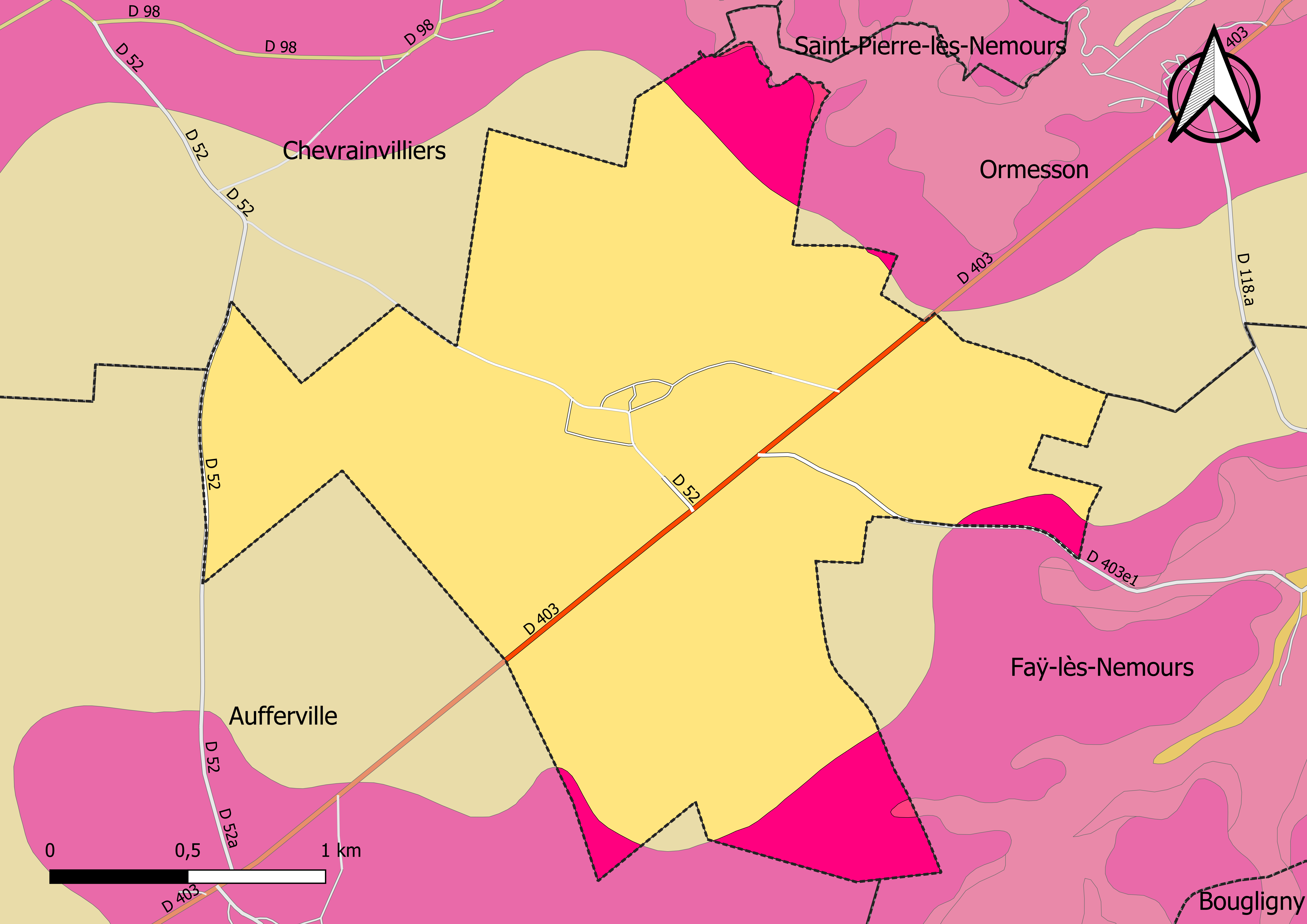
Carte géologique vectorisée et harmonisée de Châtenoy.

|  | LP : | Limon des plateaux de composition argilo-marneuse. |

|  | g1CE : | Calcaire d'Étampes, meulières, marnes, calcaires du Gâtinais.                   |
|  | g1SF : | Sables de Fontainebleau, accessoirement grès en place ou peu remanié (versant). |

La commune est classée en zone de sismicité 1, correspondant à une sismicité très faible.

### Hydrographie
Il n'existe aucun réseau hydrographique de surface.

### Climat
Pour des articles plus généraux, voir Climat de l'Île-de-France et Climat de Seine-et-Marne.
En 2010, le climat de la commune est de type climat océanique dégradé des plaines du Centre et du Nord, selon une étude du CNRS s'appuyant sur une série de données couvrant la période 1971-2000. En 2020, Météo-France publie une typologie des climats de la France métropolitaine dans laquelle la commune est exposée à un climat océanique altéré et est dans une zone de transition entre les régions climatiques « Sud-ouest du bassin Parisien » et « Nord-est du bassin Parisien ».
Pour la période 1971-2000, la température annuelle moyenne est de 10,8 °C, avec une amplitude thermique annuelle de 15,5 °C. Le cumul annuel moyen de précipitations est de 704 mm, avec 11,2 jours de précipitations en janvier et 7,3 jours en juillet. Pour la période 1991-2020, la température moyenne annuelle observée sur la station météorologique la plus proche, située sur la commune de Saint-Pierre-lès-Nemours à 5 km à vol d'oiseau, est de 11,4 °C et le cumul annuel moyen de précipitations est de 697,6 mm,. Pour l'avenir, les paramètres climatiques de la commune estimés pour 2050 selon différents scénarios d'émission de gaz à effet de serre sont consultables sur un site dédié publié par Météo-France en novembre 2022.
| Mois                                  | jan.           | fév.             | mars            | avril           | mai             | juin        | jui.          | août         | sep.           | oct.          | nov.            | déc.             | année    |
| ------------------------------------- | -------------- | ---------------- | --------------- | --------------- | --------------- | ----------- | ------------- | ------------ | -------------- | ------------- | --------------- | ---------------- | -------- |
| Température minimale moyenne (°C)     | 1,4            | 1,4              | 3,9             | 5,1             | 9,1             | 11,7        | 13,7          | 13,7         | 10,1           | 7,4           | 3,8             | 2,3              | 7        |
| Température moyenne (°C)              | 4,1            | 4,8              | 8,4             | 10,1            | 14,4            | 17,2        | 19,6          | 20           | 15,5           | 11,6          | 6,9             | 4,7              | 11,4     |
| Température maximale moyenne (°C)     | 6,8            | 8,2              | 12,9            | 15,1            | 19,7            | 22,7        | 25,5          | 26,4         | 20,9           | 15,8          | 10              | 7,1              | 15,9     |
| Record de froid (°C) date du record   | −20 17.01.1985 | −14,5 07.02.1991 | −8 03.03.1986   | −5,5 12.04.1986 | −0,5 04.05.1979 | 3 04.06.01  | 5 04.07.1984  | 4 30.08.1986 | 1,5 29.09.1995 | −3 30.10.1997 | −9,5 24.11.1998 | −13,5 30.12.1985 | −20 1985 |
| Record de chaleur (°C) date du record | 16 09.01.1998  | 21,5 24.02.1990  | 24,5 29.03.1989 | 28 30.04.1994   | 30 15.05.1992   | 34 26.06.01 | 36,5 15.07.03 | 41 06.08.03  | 32 02.09.1984  | 30 01.10.1985 | 21 03.11.1993   | 16,5 01.12.1984  | 41 2003  |
| Précipitations (mm)                   | 54,5           | 50,1             | 49,1            | 53,8            | 64,1            | 56,6        | 53,2          | 58,4         | 59             | 67,2          | 64,7            | 66,9             | 697,6    |

### Milieux naturels et biodiversité

#### Espaces protégés
La protection réglementaire est le mode d’intervention le plus fort pour préserver des espaces naturels remarquables et leur biodiversité associée,.
Dans ce cadre, la commune fait partie d'un espace protégé, le Parc naturel régional du Gâtinais français, créé en 1999 et d'une superficie de 75 567 ha. D’une grande richesse en termes d’habitats naturels, de flore et de faune, il est un maillon essentiel de l’Arc sud-francilien des continuités écologiques (notamment pour les espaces naturels ouverts et la circulation de la grande faune),.
Un autre espace protégé est présent sur la commune : la zone de transition de la réserve de biosphère « Fontainebleau et Gâtinais », créée en 1998 et d'une superficie totale de 150 544 ha (95 595 ha pour la zone de transition). Cette réserve de biosphère, d'une grande biodiversité, comprend trois grands ensembles : une grande moitié ouest à dominante agricole, l’emblématique forêt de Fontainebleau au centre, et le Val de Seine à l’est. La structure de coordination est l'Association de la Réserve de biosphère de Fontainebleau et du Gâtinais, qui comprend un conseil scientifique et un Conseil Education, unique parmi les Réserves de biosphère françaises,.

#### Zones naturelles d'intérêt écologique, faunistique et floristique

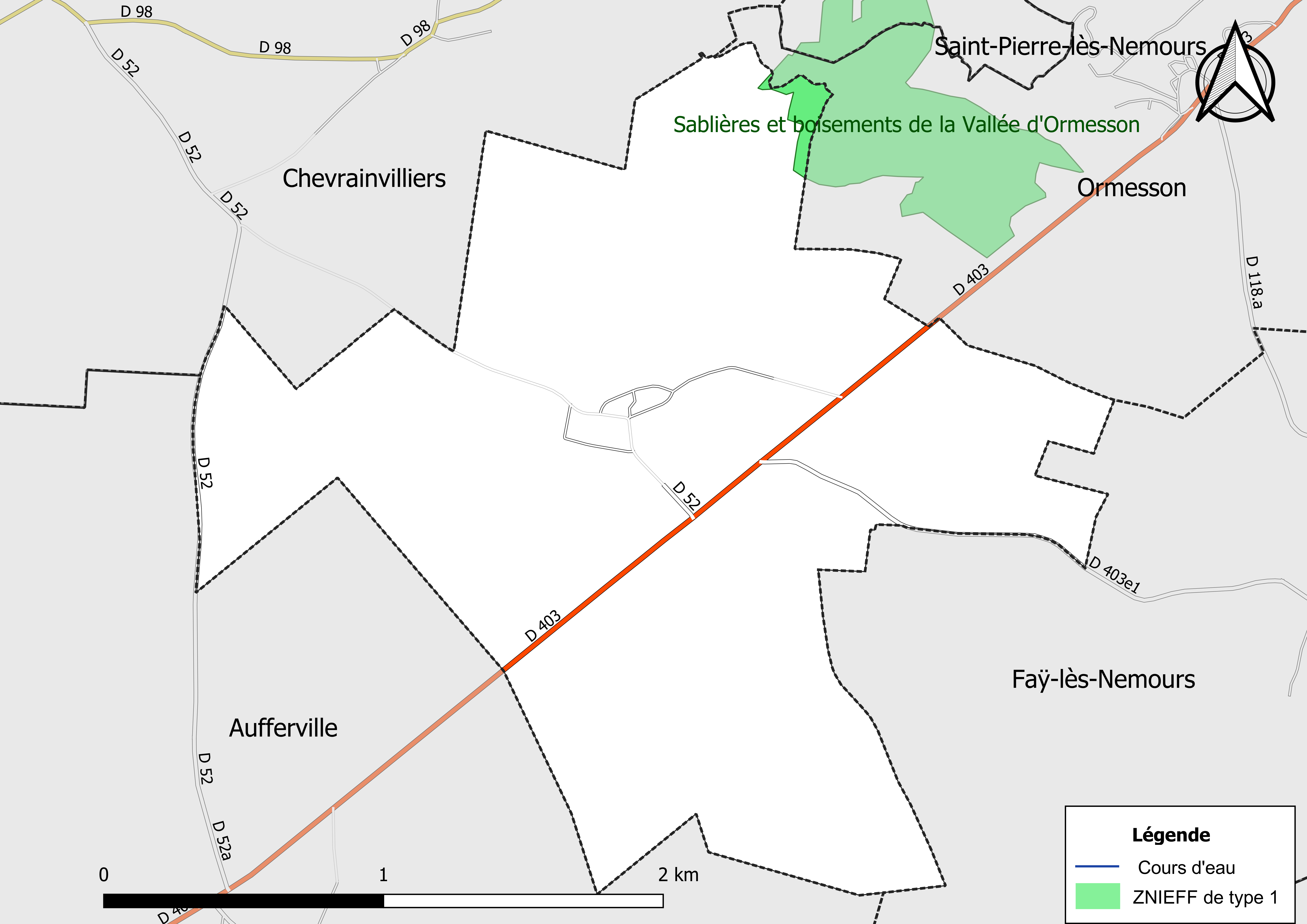
Carte des ZNIEFF de type 1 localisées sur la commune.

L’inventaire des zones naturelles d'intérêt écologique, faunistique et floristique (ZNIEFF) a pour objectif de réaliser une couverture des zones les plus intéressantes sur le plan écologique, essentiellement dans la perspective d’améliorer la connaissance du patrimoine naturel national et de fournir aux différents décideurs un outil d’aide à la prise en compte de l’environnement dans l’aménagement du territoire.
Le territoire communal de Châtenoy comprend une ZNIEFF de type 1,, 
les « Sablières et Boisements de la vallée d'Ormesson » (56,18 ha), couvrant 3 communes du département.

## Urbanisme

### Typologie
Au 1er janvier 2024, Châtenoy est catégorisée commune rurale à habitat dispersé, selon la nouvelle grille communale de densité à sept niveaux définie par l'Insee en 2022.
Elle est située hors unité urbaine. Par ailleurs la commune fait partie de l'aire d'attraction de Paris, dont elle est une commune de la couronne,. Cette aire regroupe 1 929 communes,.

### Occupation des sols
L'occupation des sols de la commune, telle qu'elle ressort de la base de données européenne d’occupation biophysique des sols Corine Land Cover (CLC), est marquée par l'importance des territoires agricoles (94,7 % en 2018), une proportion identique à celle de 1990 (94,7 %). La répartition détaillée en 2018 est la suivante : 
terres arables (94,67 %), 
zones urbanisées (5,06 %), 
forêts (0,27 %).
| Type d’occupation | 1990      | 1990    | 2018      | 2018    | Bilan |
| --- | --------- | ------- | --------- | ------- | ----- |
| Territoires artificialisés (zones urbanisées, zones industrielles ou commerciales et réseaux de communication, mines, décharges et chantiers, espaces verts artificialisés ou non agricoles) | 25,07 ha  | 5,06 %  | 25,07 ha  | 5,06 %  | 0 ha  |
| Territoires agricoles (terres arables, cultures permanentes, prairies, zones agricoles hétérogènes)                                                                                          | 469,25 ha | 94,67 % | 469,25 ha | 94,67 % | 0 ha  |
| Forêts et milieux semi-naturels (forêts, milieux à végétation arbustive et/ou herbacée, espaces ouverts sans ou avec peu de végétation)                                                      | 1,36 ha   | 0,27 %  | 1,36 ha   | 0,27 %  | 0 ha  |

Parallèlement, L'Institut Paris Région, agence d'urbanisme de la région Île-de-France, a mis en place un inventaire numérique de l'occupation du sol de l'Île-de-France, dénommé le MOS (Mode d'occupation du sol), actualisé régulièrement depuis sa première édition en 1982. Réalisé à partir de photos aériennes, le Mos distingue les espaces naturels, agricoles et forestiers mais aussi les espaces urbains (habitat, infrastructures, équipements, activités économiques, etc.) selon une classification pouvant aller jusqu'à 81 postes, différente de celle de Corine Land Cover,,. L'Institut met également à disposition des outils permettant de visualiser par photo aérienne l'évolution de l'occupation des sols de la commune entre 1949 et 2018.

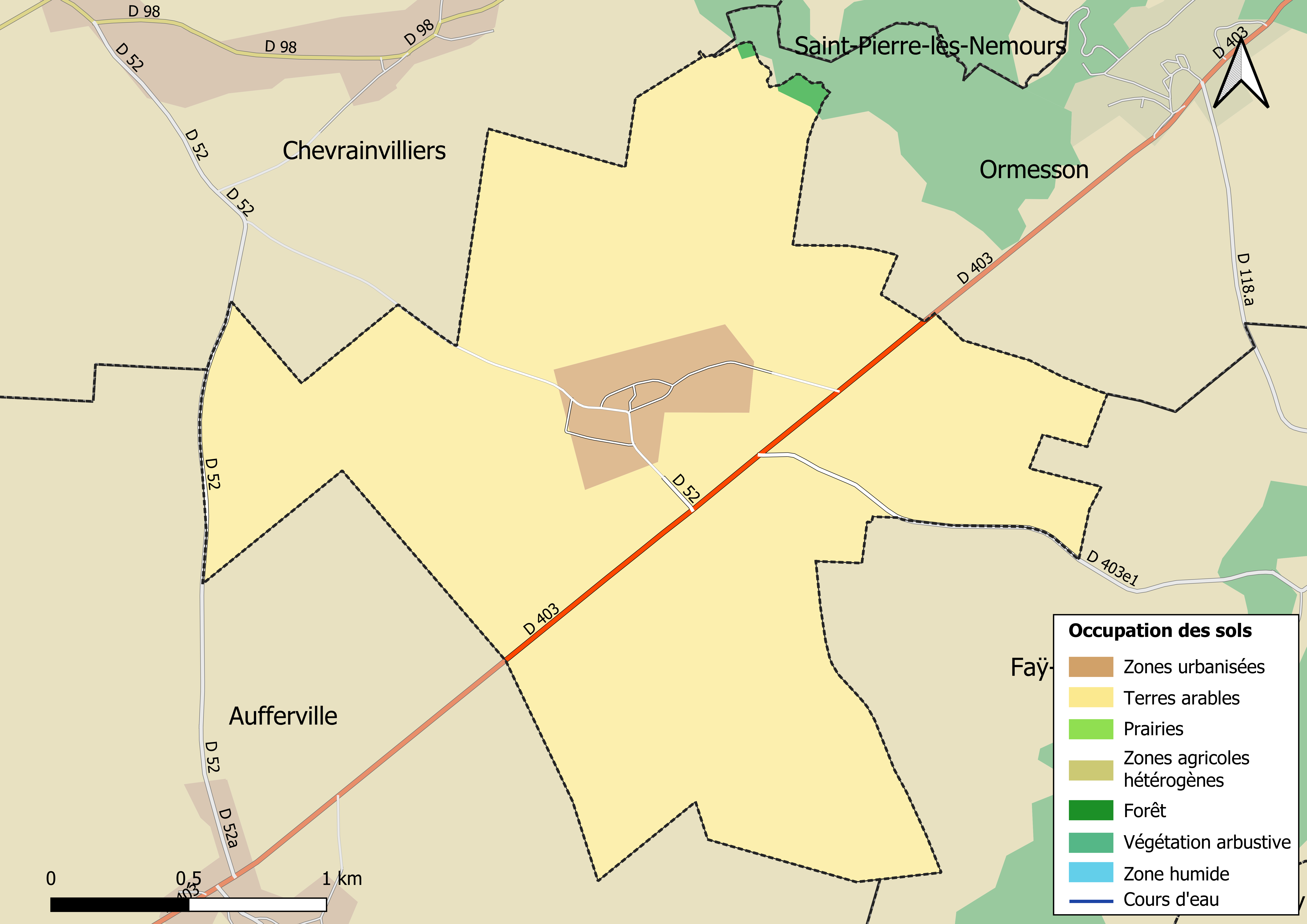
Carte des infrastructures et de l'occupation des sols en 2018 (CLC) de la commune.
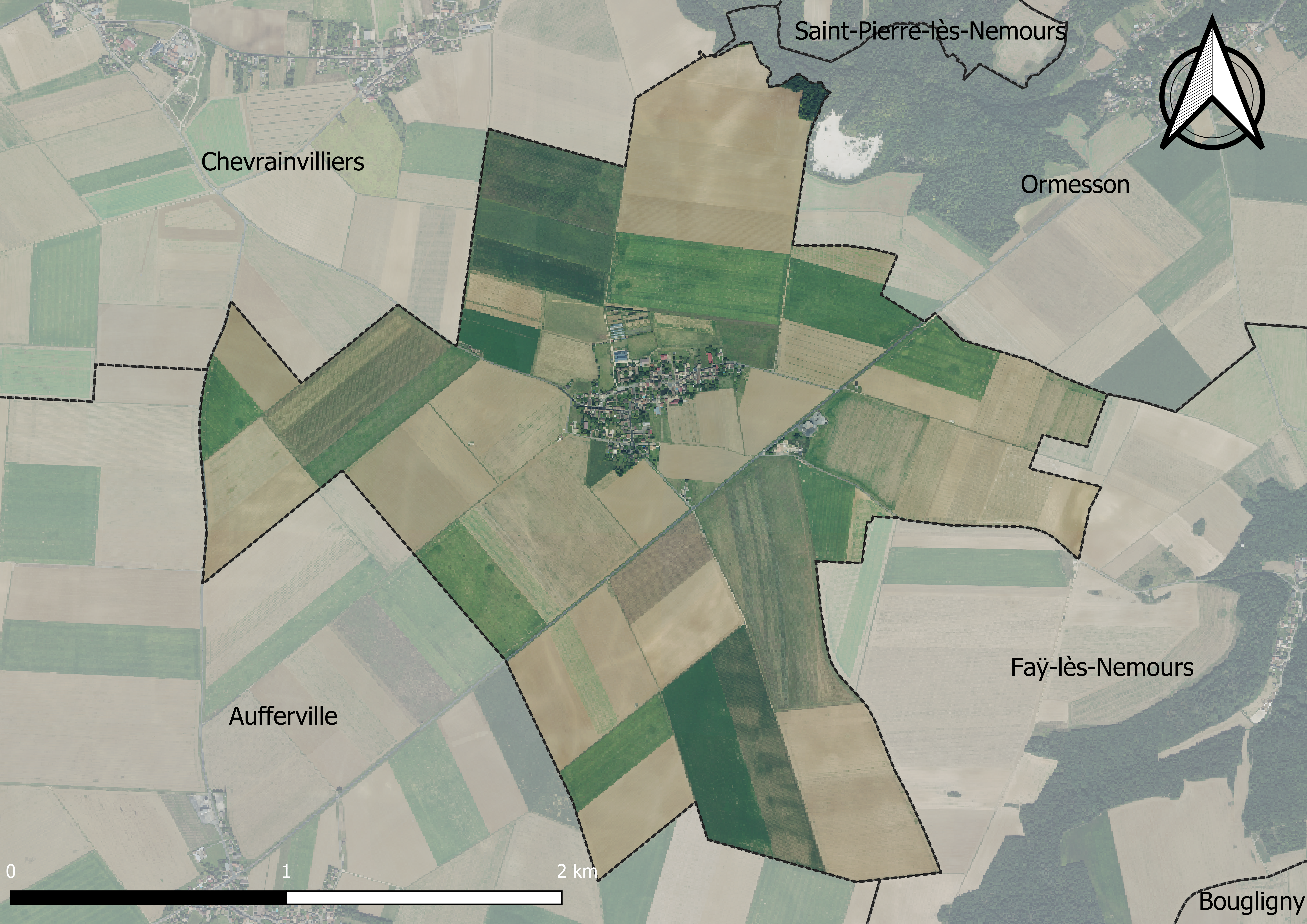
Carte orhophotogrammétrique de la commune.

### Planification
La loi SRU du 13 décembre 2000 a incité les communes à se regrouper au sein d’un établissement public, pour déterminer les partis d’aménagement de l’espace au sein d’un SCoT, un document d’orientation stratégique des politiques publiques à une grande échelle et à un horizon de 20 ans et s'imposant aux documents d'urbanisme locaux, les PLU (Plan local d'urbanisme). La commune est dans le territoire du SCOT Nemours Gâtinais, approuvé le 5 juin 2015 et porté par le syndicat mixte d’études et de programmation (SMEP) Nemours-Gâtinais.
La commune disposait en 2019 d'un plan local d'urbanisme en révision. Le zonage réglementaire et le règlement associé peuvent être consultés sur le Géoportail de l'urbanisme.

### Lieux-dits et écarts

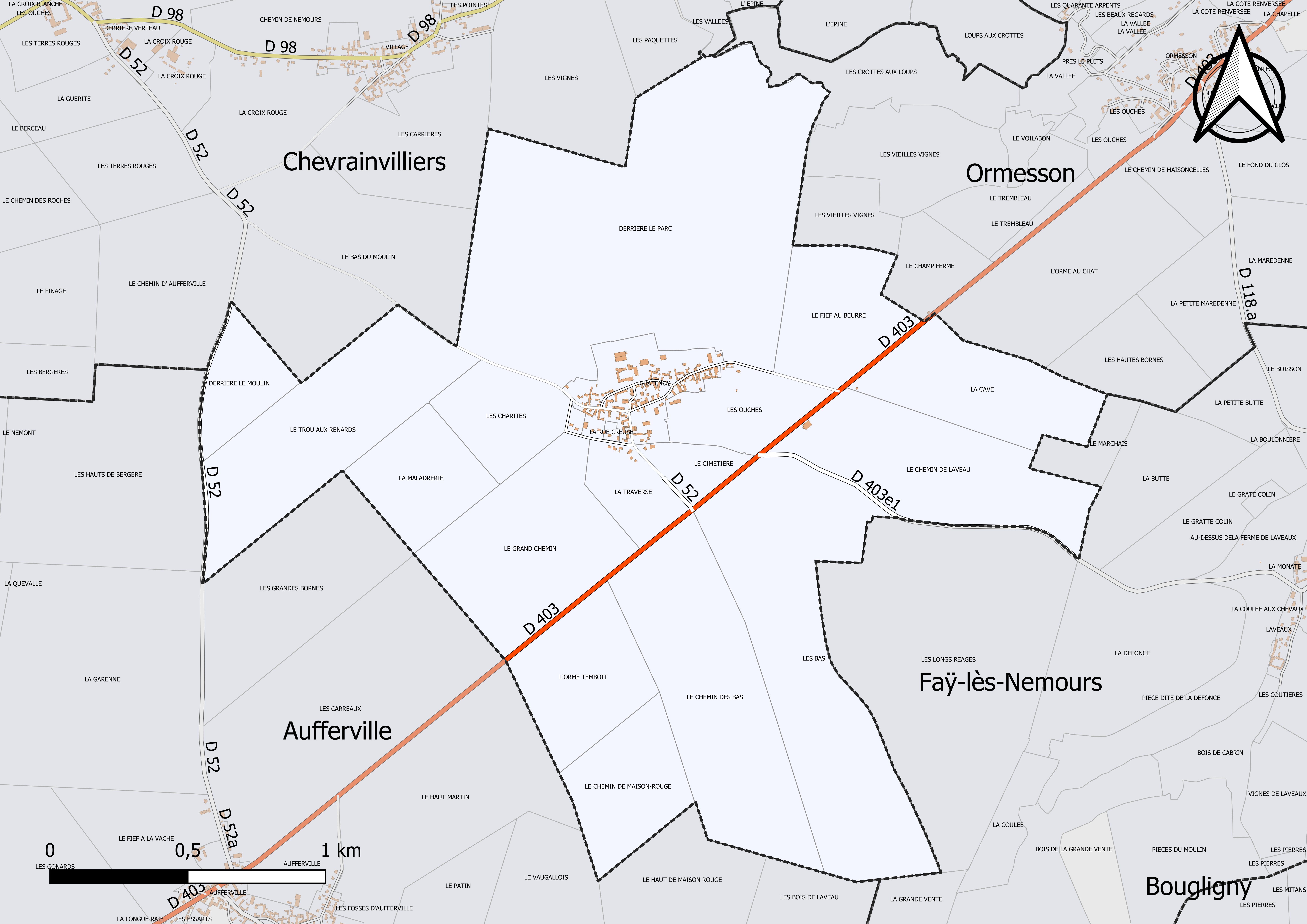
Carte du cadastre de la commune de Châtenoy.

La commune compte 18 lieux-dits administratifs répertoriés consultables ici.

### Logement
En 2017, le nombre total de logements dans la commune était de 77 dont 98,7 % de maisons (maisons de ville, corps de ferme, pavillons, etc.) et 1,3 % d'appartements.
Parmi ces logements, 90,4 % étaient des résidences principales et 9,6 % des logements vacants.
La part des ménages fiscaux propriétaires de leur résidence principale s'élevait à 91,2 % contre 7,4 % de locataires et 1,5 % logés gratuitement.

### Voies de communication et transports

#### Voies de communication

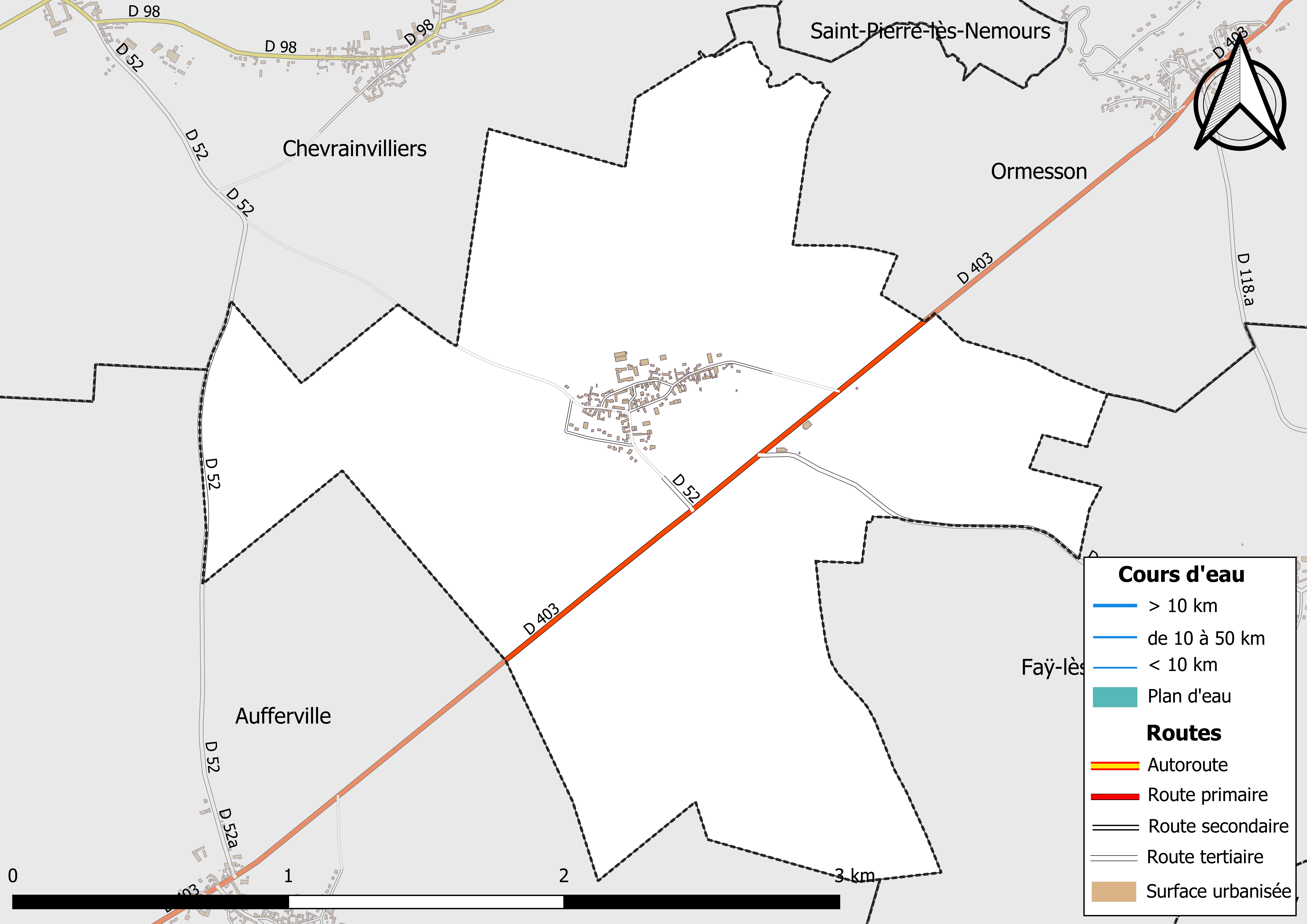
Carte des réseaux hydrographique et routier de Châtenoy.

Trois routes départementales relient Châtenoy aux communes voisines :
- la D 52, à Chevrainvilliers, au nord-ouest ;
- la D 403, à Ormesson, au nord-est ; et à Aufferville, au sud-ouest ;
- la D 403e1, à Faÿ-lès-Nemours, au sud-est.

#### Transports
Châtenoy est desservie par deux lignes du réseau de bus Vallée du Loing - Nemours :
- la ligne 13A, qui relie Aufferville à Saint-Pierre-lès-Nemours ;
- la ligne 13C, qui relie Beaumont-du-Gâtinais à Saint-Pierre-lès-Nemours.

## Toponymie
Pour la première fois, vers 1120, le nom de Castanetum désigne ce village, dans un texte en latin ; Castenayum vers 1350 ; Chatenoy lez Sainct Mathurin en 1414 ; Chastenay en 1489.
Châtenoy vient du latin castanea, « châtaigne », « lieu planté de châtaigniers », (Châtaigneraie).

## Histoire

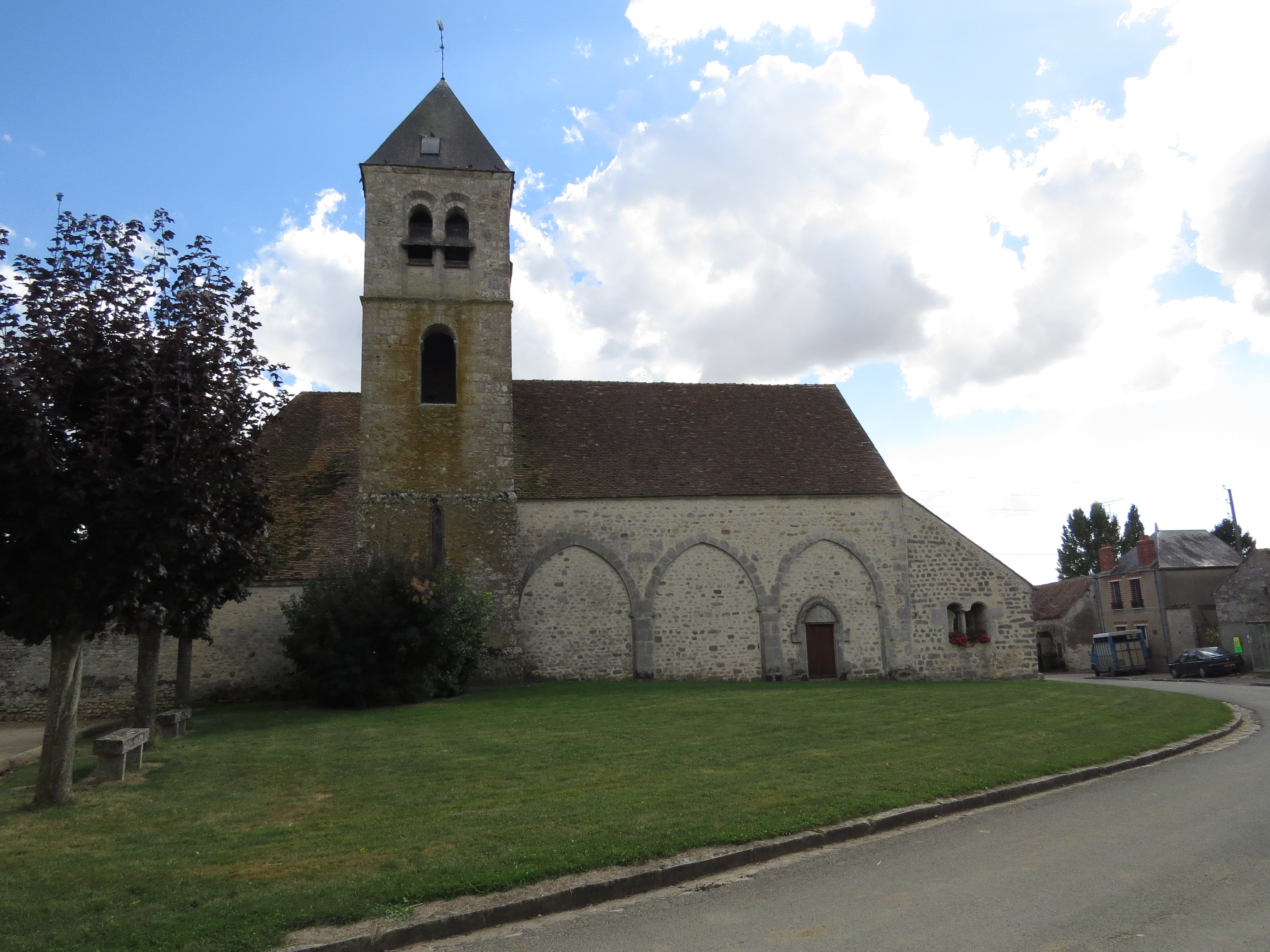
Église Saint-Loup-de-Sens de Châtenoy.

Il est possible que le château de Châtenoy ait appartenu à Du Guesclin ; il est fait mention dans les annales de Seine-et-Marne d'une transaction en 1364, par l'intermédiaire de Adam Nicolas, bourgeois de Nemours, avec Du Guesclin pour solde de cession de ses châteaux de Ferrières-en-Gâtinais et de Châtenoy. Le 6 mai 1575, trois ans après la Saint-Barthélemy, fut signé dans ce village, « la paix de Monsieur », contrairement aux affirmations situant cette signature à Étigny dans l'Yonne.
Le château fut la propriété successivement de Du Guesclin, François de Cullant, Picot comte de Dampierre, la famille Nicolaï et la famille Thierry. Ce château fut en partie détruit lors de la Révolution, il en reste aujourd'hui des éléments. De ce château partaient trois souterrains en direction de Larchant, Nemours et Faÿ ; malheureusement leurs départs semblent avoir été comblés. L'église date du XIIe siècle et est typique des constructions du Gâtinais, à cette époque ; elle est dédiée à saint Loup ou saint Leu, dont la fête était célébrée le premier dimanche de mai. La population a un peu régressé : en 1822, 170 habitants, actuellement 130 habitants (en date de 2008). Au début du siècle il existait deux auberges, l'une débitante de tabac, l'autre cumulant la fonction de perruquier.

## Politique et administration
| Période                                  | Période  | Identité       | Étiquette | Qualité |
| ---------------------------------------- | -------- | -------------- | --------- | ------- |
| Les données manquantes sont à compléter. |          |                |           |         |
| mars 2001                                | En cours | François Noten |           |         |

## Équipements et services

### Eau et assainissement
L’organisation de la distribution de l’eau potable, de la collecte et du traitement des eaux usées et pluviales relève des communes. La loi NOTRe de 2015 a accru le rôle des EPCI à fiscalité propre en leur transférant cette compétence. Ce transfert devait en principe être effectif au 1er janvier 2020, mais la loi Ferrand-Fesneau du 3 août 2018 a introduit la possibilité d’un report de ce transfert au 1er janvier 2026,.

#### Assainissement des eaux usées
En 2020, la commune de Châtenoy ne dispose pas d'assainissement collectif,.
L’assainissement non collectif (ANC) désigne les installations individuelles de traitement des eaux domestiques qui ne sont pas desservies par un réseau public de collecte des eaux usées et qui doivent en conséquence traiter elles-mêmes leurs eaux usées avant de les rejeter dans le milieu naturel. Le Parc naturel régional du Gâtinais français assure pour le compte de la commune le service public d'assainissement non collectif (SPANC), qui a pour mission de vérifier la bonne exécution des travaux de réalisation et de réhabilitation, ainsi que le bon fonctionnement et l’entretien des installations,.

#### Eau potable
En 2020, l'alimentation en eau potable est assurée par le SIAEP de Nemours, Saint-Pierre qui en a délégué la gestion à la SAUR, dont le contrat expire le 31 décembre 2027,,.

## Population et société

### Démographie
Les habitants sont appelés les Castelnéociens.
L'évolution du nombre d'habitants est connue à travers les recensements de la population effectués dans la commune depuis 1793. Pour les communes de moins de 10 000 habitants, une enquête de recensement portant sur toute la population est réalisée tous les cinq ans, les populations de référence des années intermédiaires étant quant à elles estimées par interpolation ou extrapolation. Pour la commune, le premier recensement exhaustif entrant dans le cadre du nouveau dispositif a été réalisé en 2008.

En 2022, la commune comptait 157 habitants, en évolution de −8,72 % par rapport à 2016 (Seine-et-Marne : +3,92 %, France hors Mayotte : +2,11 %).
| 1793 | 1800 | 1806 | 1821 | 1831 | 1836 | 1841 | 1846 | 1851 |
| ---- | ---- | ---- | ---- | ---- | ---- | ---- | ---- | ---- |
| 175  | 153  | 170  | 169  | 163  | 170  | 332  | 347  | 379  |

| 1856 | 1861 | 1866 | 1872 | 1876 | 1881 | 1886 | 1891 | 1896 |
| ---- | ---- | ---- | ---- | ---- | ---- | ---- | ---- | ---- |
| 371  | 361  | 204  | 176  | 184  | 189  | 167  | 173  | 179  |

| 1901 | 1906 | 1911 | 1921 | 1926 | 1931 | 1936 | 1946 | 1954 |
| ---- | ---- | ---- | ---- | ---- | ---- | ---- | ---- | ---- |
| 164  | 151  | 146  | 155  | 156  | 144  | 155  | 147  | 145  |

| 1962 | 1968 | 1975 | 1982 | 1990 | 1999 | 2006 | 2008 | 2013 |
| ---- | ---- | ---- | ---- | ---- | ---- | ---- | ---- | ---- |
| 151  | 135  | 129  | 122  | 100  | 134  | 138  | 139  | 166  |

| 2018 | 2022 | - | - | - | - | - | - | - |
| ---- | ---- | - | - | - | - | - | - | - |
| 165  | 157  | - | - | - | - | - | - | - |

### Enseignement
La commune ne dispose pas d’école primaire publique (maternelle ou élémentaire).

## Économie

### Revenus de la population et fiscalité
En 2017, le nombre de ménages fiscaux de la commune était de 69, représentant 171 personnes et la  médiane du revenu disponible par unité de consommation  de 23 330 euros.

### Emploi
En 2017 , le nombre total d’emplois dans la zone était de 13, occupant 79 actifs  résidants.
Le taux d'activité de la population (actifs ayant un emploi) âgée de 15 à 64 ans s'élevait à 74,3 % contre un taux de chômage de 5,7 %.
Les 20 % d’inactifs se répartissent de la façon suivante : 9,5 % d’étudiants et stagiaires non rémunérés, 5,7 % de retraités ou préretraités et 4,8 % pour les autres inactifs.

### Entreprises et commerces
En 2015, le nombre d'établissements actifs était de 18 dont 6 dans l'agriculture-sylviculture-pêche, 2 dans l’industrie, 4 dans la construction, 5 dans le commerce-transports-services divers et 1  étaient relatifs au secteur administratif.
Ces établissements ont pourvu 11 postes salariés.

### Secteurs d'activité

#### Agriculture
Châtenoy est dans la petite région agricole dénommée le « Gâtinais », à l'extrême sud-ouest du département, s'étendant sur un large territoire entre la Seine et la Loire sur les départements du Loiret, de Seine-et-Marne, de l'Essonne et de l'Yonne. En 2010, l'orientation technico-économique de l'agriculture sur la commune est diverses cultures (hors céréales et oléoprotéagineux, fleurs et fruits).
Si la productivité agricole de la Seine-et-Marne se situe dans le peloton de tête des départements français, le département enregistre un double phénomène de disparition des terres cultivables (près de 2 000 ha par an dans les années 1980, moins dans les années 2000) et de réduction d'environ 30 % du nombre d'agriculteurs dans les années 2010. Cette tendance n'est pas confirmée au niveau de la commune qui voit le nombre d'exploitations rester constant entre 1988 et 2010. Parallèlement, la taille de ces exploitations augmente, passant de 74 ha en 1988 à 113 ha en 2010.
Le tableau ci-dessous présente les principales caractéristiques des exploitations agricoles de Châtenoy, observées sur une période de 22 ans : 
|                                      | 1988 | 2000 | 2010 |
| ------------------------------------ | ---- | ---- | ---- |
| Dimension économique,                |      |      |      |
| Nombre d’exploitations (u)           | 6    | 9    | 6    |
| Travail (UTA)                        | 10   | 7    | 9    |
| Surface agricole utilisée (ha)       | 445  | 542  | 680  |
| Cultures                             |      |      |      |
| Terres labourables (ha)              | 445  | 535  | 669  |
| Céréales (ha)                        | 346  | 291  | 418  |
| dont blé tendre (ha)                 | 172  | 231  | 262  |
| dont maïs-grain et maïs-semence (ha) | 60   |      | s    |
| Tournesol (ha)                       | 34   |      | s    |
| Colza et navette (ha)                | 0    | 35   | s    |
| Élevage                              |      |      |      |
| Cheptel (UGBTA)                      | 1    | 4    | 23   |

## Culture locale et patrimoine

### Lieux et monuments

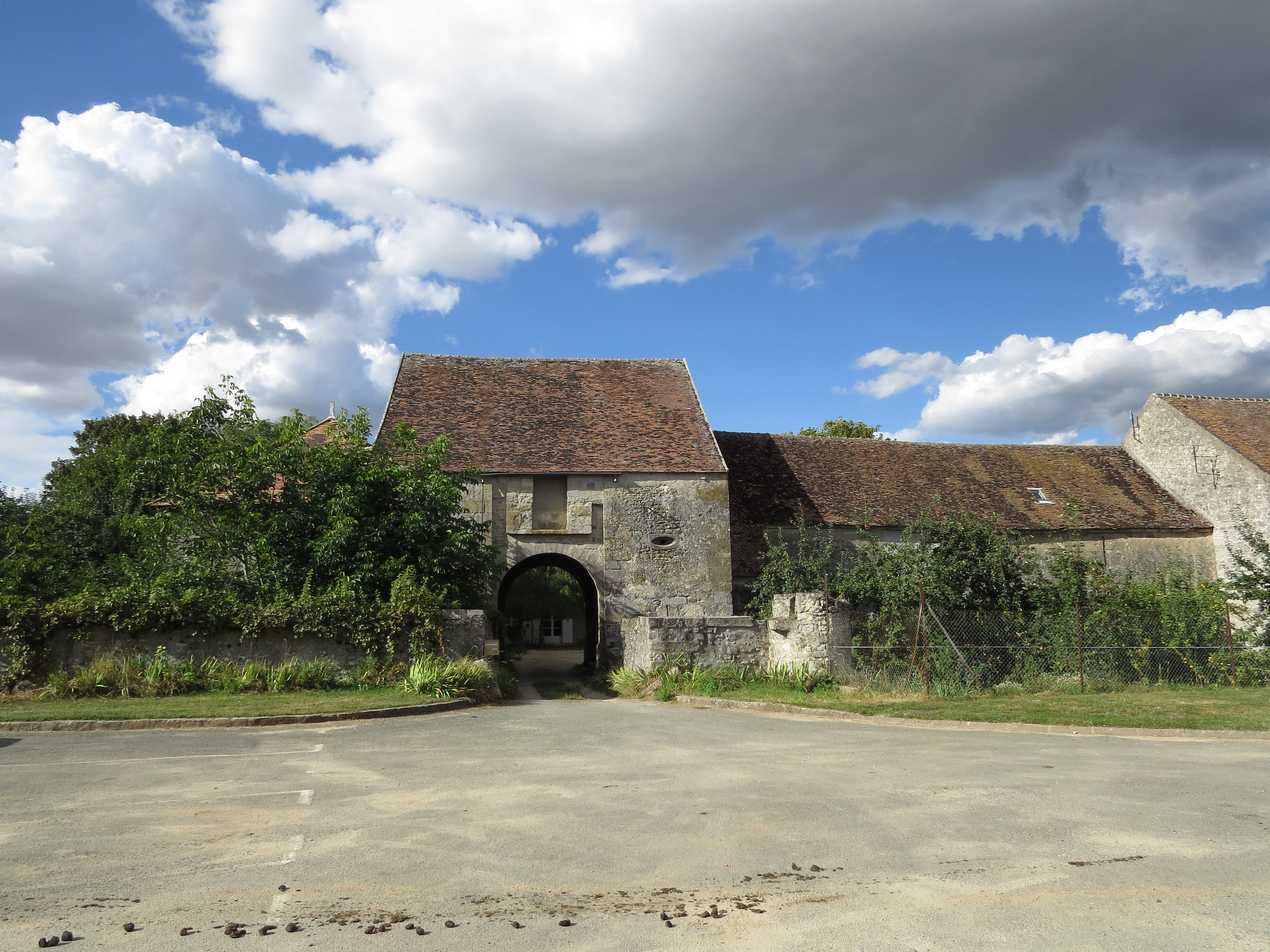
Entrée de la ferme fortifiée.

- Ferme fortifiée